# Phasia dysderci
Phasia dysderci là một loài ruồi trong họ Tachinidae.